# Seznam nositelů Bludného balvanu

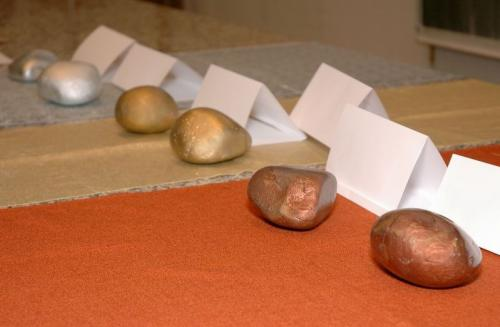
Bludné balvany, které klub Sisyfos udílí

Seznam nositelů Bludného balvanu obsahuje osobnosti a organizace, které získaly cenu (resp. anticenu) Bludný balvan, kterou uděluje Český klub skeptiků Sisyfos „pro zvýraznění přínosu jednotlivců i různých spolků k matení české veřejnosti a rozvoji blátivého způsobu myšlení“. Cena je pravidelně udělována každý rok, a to vždy za rok předchozí. První ročník proběhl v roce 1999. Bludné balvany jsou udělovány v kategoriích jednotlivců a družstev těm, kdo působili v příslušném směru na území České republiky. V každém ročníku se v každé kategorii udělují nejvýše tři bludné kameny s odlišeným pořadím, vzestupně od bronzového, přes stříbrný až po vítězný zlatý. V desátém ročníku (roku 2008) a ve dvacátém ročníku (roku 2018) udělil klub navíc výjimečnou cenu Jubilejní Diamantový Bludný Arcibalvan a za rok 2020 udělil dva speciální „bludné koviďáky“ (pro jednotlivce a družstvo) v souvislosti s pandemií covidu-19.

## Reakce laureátů

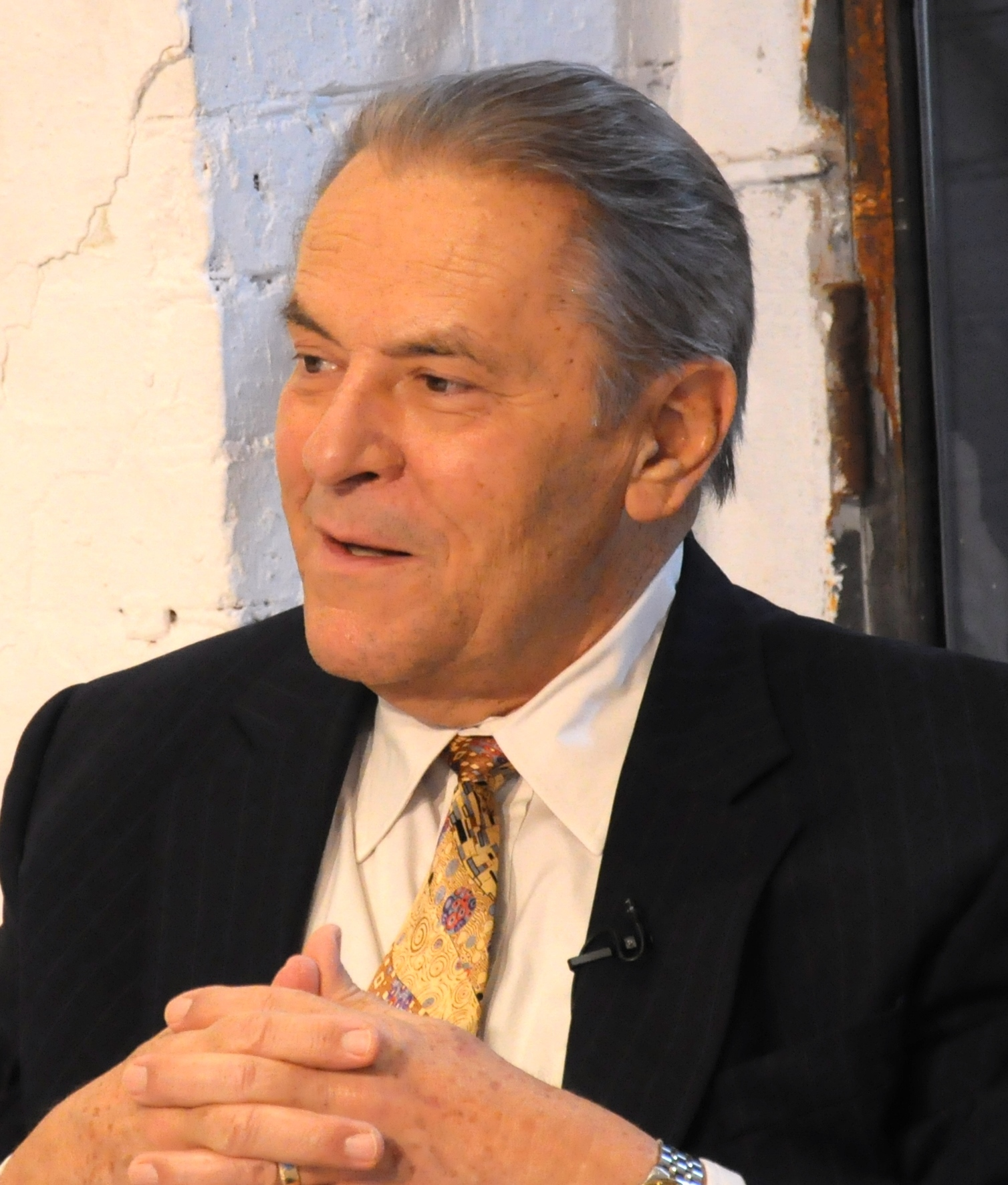
Stanislav Grof je jednou ze dvou osob, která vyhrála Bludný balvan v kategorii jednotlivců dvakrát. Druhou osobou je Anna Strunecká.

Oceněné osoby se předání obvykle neúčastní, ačkoliv jsou pozváni. Někteří laureáti si cenu převezmou osobně, nebo v zastoupení, případně zašlou vyjádření. Například osobně si stříbrný balvan za rok 2000 převzal Vladimír Kubeš, který se příležitosti pokusil využít k propagaci svého přístroje na měření údajných nebezpečných „resenů“ v našem prostředí.
Zcela negativně se k udělení stříbrného balvanu v kategorii jednotlivců za rok 2002 vyjádřila jeho laureátka malířka Jiřina Průchová. Ve svém veřejném prohlášení protestovala proti svému znevažování a zesměšňování Sisyfem a proti porušení Listiny základních práv a svobod. Zároveň protestovala proti zneužití akademické půdy (tj. přednáškové místnosti Matematicko-fyzikální fakulty Univerzity Karlovy) k prezentaci soukromého názoru spolku Sisyfos. Po spolku požadovala i veřejnou omluvu a stažení ceny.
Odmítavé reakce vzbudilo udělení zlatého balvanu v kategorii družstev za rok 2006 redakci časopisu Vesmír, kdy podle redaktora Vesmíru Ivana Boháčka šlo o omyl, protože klub cenu udělil za inzerát, nikoliv za vědecký článek. Spolek Sisyfos ale ve svém zdůvodnění uvádí i listopadový článek Vladimíra Chába a propojuje ho s oním inzerátem, který vyšel o měsíc později. Jiří Grygar, významný člen Sisyfa a bývalý člen redakční rady časopisu Vesmír, argumentoval tím, že „na mediální prostředky s vysokým kreditem je logicky třeba klást vyšší nároky než na konfekční zboží“.
Jaroslav Dušek si posteskl, že sice Sisyfos bojuje proti iracionalitě, ale neslyšel o tom, „že by dali svou anticenu Bludný balvan třeba nějakému obchodnímu řetězci či výrobci léků, které se později ukázaly jako škodlivé. Víra v boha jim nepřekáží, víra v léčivou energii ano.“
Na udělení bronzového balvanu v kategorii družstev za rok 2009 reagovala zakladatelka oceněné společnosti Věra Hanáková. Ve svém vyjádření uvedla, že cena jí nenáleží, neboť patří Grygarovi a všem, kteří s vlastní slabostí potřebují ponižovat druhé.
V tom samém ročníku se k udělení stříbrného balvanu v kategorii družstev vyjádřil i jednatel společnosti BIOMED Jan Rychnovský. Ve svém e-mailu vyjádřil potěšení nad tím, že mu byla tato cena udělena a zároveň se omluvil z účasti na ceremoniálu. Navíc podotkl, že jeho firma vlastní rozsudek Vrchního zemského soudu v Německu, který odůvodnění udělení ceny přinejmenším vyvrací.
Další, kdo se k cenám za rok 2009 vyjádřil, byl Petr Hájek oceněný zlatým balvanem v kategorii jednotlivců. Cenu získal mimo jiné za výrok „Nevím, jak vy, ale já z opice nepocházím“ a v návaznosti na to uvedl, že si ceny váží, a je rád, že ji dostal právě za tento výrok. Zároveň celou soutěž označil za něco „vysoce hloupého“.

## Kategorie jednotlivci
| Rok  | Balvan        | Nositel                                          | Oficiálně uděleno za |
| ---- | ------------- | ------------------------------------------------ | --- |
| 1998 | zlatý         | Zdeněk Rejdák                                    | Mimořádné zásluhy v oboru experimentální telepatie jogurtu a za celoživotní psychotronické dílo.                                                                                               |
| 1998 | stříbrný      | Anna Strunecká                                   | Transcendentálně-holistický pohled na fyziologii člověka, získaný přímo z „kosmického vědomí“.                                                                                                 |
| 1998 | bronzový      | Ivo A. Benda                                     | Komunikaci s dobrými a krásnými mimozemšťany z Plejád, včetně zprostředkování evakuace lidstva jejich flotilami.                                                                               |
| 1999 | zlatý         | Antonín Baudyš                                   | Zavádění astrologie a důvěřivců. |
| 1999 | stříbrný      | Milan Rýzl                                       | České vydání Základní knihy parapsychologie s přihlédnutím k celoživotnímu dílu. |
| 1999 | bronzový      | Arthur Bolstein                                  | Doopravdické vyvrácení speciální teorie relativity. |
| 2000 | zlatý         | Ivo Chudáček                                     | Třeskuté objevy a metody v teoretické i experimentální psychotronice, radionice a za zavádění ódické technologie do každodenní praxe v laboratoři FYZAP i mimo ni.                             |
| 2000 | stříbrný      | Vladimír Kubeš                                   | Objevení nebezpečných resenů, vražedné resenomie a tajné mezinárodní organizace, která jde světové populaci po krku.                                                                           |
| 2000 | bronzový      | Stanislav Grof                                   | Přetavení šamanských praktik hyperventilace do tak zvaného holotropního dýchání, skrze něž lze způsobit v mozku chemickou bouři a navodit tak přiotrávenému mimořádné pocity a zážitky.        |
| 2001 | zlatý         | Marta Foučková Marie Říhová                      | Příkladnou útěchu lidem v neštěstí. Těm tyto odbornice na psychiku říkají: Čím větší neštěstí vás potkalo, tím větší jste byl(a) zrůda v minulém životě.                                       |
| 2001 | stříbrný      | Stanislav Brázda                                 | Hyperaktivitu v jasnozření a v ezoterických podnikatelských aktivitách pod heslem: okultní práce všeho druhu.                                                                                  |
| 2001 | bronzový      | Emil Havelka                                     | Činnost jeho astrologické apatyky Astrál. Ta provedla na svých zákaznících nepovolené, ale záslužné klinické zkoušky s preparáty ztěžklými olovem a rtutí a vyvinula „nadpozemské“ jogurty.    |
| 2002 | zlatý         | Josef Hrušovský                                  | Objev kvantové homeopatie a rozvíjení pragmatické spolupráce s anděly, archanděly a eloi při léčení pozemšťanů.                                                                                |
| 2002 | stříbrný      | Jiřina Průchová                                  | Houževnatost v boji výtvarného umění proti elektromagnetickému smogu a rezonančním polím. |
| 2002 | bronzový      | Karel Gott                                       | Velmi vážná varování vyjevená se salonní nonšalancí. |
| 2003 | zlatý         | Petr Messany                                     | Vytrvalé šíření kostýmované astrologie a příbuzných nauk všemožnými prostředky. |
| 2003 | stříbrný      | Jan Hnilica                                      | Bezúplatnou výpomoc našemu zdravotnictví a nemocným ve stylu – a teď babo raď. |
| 2003 | bronzový      | Vlastimil Žert                                   | Burcování proti čárovým kódům a za objev jak jejich hrůzný vliv jednoduše eliminovat. |
| 2004 | zlatý         | Eduard Boháč                                     | Houževnaté odstiňování patogenních zón v zištné starosti o zdraví spoluobčanů. |
| 2004 | stříbrný      | Pavel Kozák                                      | Rozsáhlé bádání a osvětu odhalující vědě neznámé energie působící v české krajině. |
| 2004 | bronzový      | Marek Janáč                                      | Nápaditou a přesvědčivou propagaci grafologie v rozhlasovém seriálu Prezidentské rukopisy. |
| 2005 | zlatý         | Antonín Baudyš ml.                               | Důstojnou propagaci a výklad astrologie a minulých životů. |
| 2005 | stříbrný      | Jaromír Kozák                                    | Alternativní přínos zejména egyptologii, spiritismu a kvantové mechanice. |
| 2005 | bronzový      | Eva Ostrčilová                                   | Astrální ochranku lidí i automobilů a za konfigurovatelné amulety. |
| 2006 | zlatý         | Erich von Däniken                                | Matení veřejnosti v oblasti historie, archeologie, medicíny, kosmonautiky a dalších oborů, a zejména za grandiózní nedůvěru ke schopnostem předků.                                             |
| 2006 | stříbrný      | Jiří Čehovský                                    | Zásluhy o rozvoj homeopatie v ČR, vydávání homeopatické literatury, nezištnou léčbu lidí i rostlin a za objev homeopatické metody autopatie.                                                   |
| 2006 | bronzový      | Josef Staněk                                     | Objev a aplikace originální jasnovidecké metody historického bádání. |
| 2007 | diamantový    | Stanislav Grof                                   | Navozování a zkoumání stavů holotropního vědomí, které láme pouta časoprostoru a dokáže tudíž kdykoli a kamkoli vlézt.                                                                         |
| 2007 | zlatý         | Tomáš Pfeiffer                                   | Proplétání esoteriky s byznysem při plnění vodnářského poslání. |
| 2007 | stříbrný      | Jaroslav Dušek                                   | Dobré šamanské rady pro každý den. |
| 2007 | bronzový      | Milan Gelnar                                     | Průnik astrologie na půdu hypermarketovou i akademickou. |
| 2008 | zlatý         | Josef Jonáš                                      | Objev řízené a kontrolované detoxikace, která by mohla „zajistit zdravé fungování organismu po celý život a prodloužit jej až někam k bájné hranici“.                                          |
| 2008 | stříbrný      | Darja Macáková                                   | Odvážné prosazení průkopnického seriálu Detektor do vysílání České televize na divácky nejsledovanějším okruhu ČT1.                                                                            |
| 2008 | bronzový      | Emil Páleš                                       | Objev andělů, nad nímž „odborní oponenti ztratili dech a církev je v rozpacích“. |
| 2009 | zlatý         | Petr Hájek                                       | Odhalení darwinistů-marxistů a levičáckých opic, z nichž naštěstí nepochází. |
| 2009 | stříbrný      | Ing. Josef Schrötter                             | Rozvíjení a propagaci psychotroniky a za osobitou léčitelskou aktivitu. |
| 2009 | bronzový      | Václav Jílek Václav Blažejovský                  | Budovatelské úsilí při tvorbě stavebně-historických artefaktů, jež dosud v české kotlině chyběly.                                                                                              |
| 2010 | zlatý         | Martin Sobotka                                   | Vydání matoucí tiskové zprávy ČEZ o „strašení” ve Strašicích. |
| 2010 | stříbrný      | Pavel Kábrt                                      | Dlouholetou propagaci vědeckého kreacionismu. |
| 2010 | bronzový      | Raymond A. Moody jr.                             | Pseudovědeckou interpretaci zážitků blízkosti smrti. |
| 2011 | zlatý         | Ivan Bertl                                       | Iniciativní prosazování grafologie do pedagogické praxe. |
| 2011 | stříbrný      | Andrej Dragomirecký                              | Transformace exorcismu, magie a duchařství na psychoterapii. |
| 2011 | bronzový      | Karolína Loskotová                               | Propagace přímého hledění do Slunce „pro lepší zrak a odblokování mozku“. |
| 2012 | zlatý         | Jan Frank                                        | Originální bádání na pomezí astrologie a medicíny. |
| 2012 | stříbrný      | George Egely                                     | Mimořádné úspěchy v matení české veřejnosti v oblasti fyziky. |
| 2012 | bronzový      | Pavel Mácha                                      | Praktikování a šíření breathariánství. |
| 2013 | zlatý         | Ludmila Eleková                                  | Udatné tažení proti očkování. |
| 2013 | stříbrný      | Jiří Mejsnar                                     | Pozoruhodné zatemnění problematiky evoluční biologie. |
| 2013 | bronzový      | Igor Chaun                                       | Velkorysá mediální propagace pseudovědeckých idejí a jejich nositelů |
| 2014 | zlatý         | Jiří Militký                                     | Vývoj textilií proti „elektrosmogu“ a dezinformace o jeho působení na zdraví. |
| 2014 | stříbrný      | Dalibor Kuběna                                   | Zpřístupnění největšího objevu holistického léčení v tomto století českým pacientům. |
| 2014 | bronzový      | Alžběta Šorfová                                  | Trpělivá příprava veřejnosti na duchovně-energetickou transformaci. |
| 2015 | zlatý         | Jan Hnízdil                                      | Diskreditaci psychosomatické medicíny v očích odborné i laické veřejnosti. |
| 2015 | stříbrný      | Ján Šramo                                        | Renezanci neomylné antropologické biotypologie. |
| 2015 | bronzový      | Libor Němec                                      | Kvalifikovanou propagaci a využívání diagnostických metod non lege artis. |
| 2016 | zlatý         | Viliam Poltikovič Jiří Vokáč                     | Odhalení cest k řešení globálního nedostatku životních zdrojů |
| 2016 | stříbrný      | Libor Votoček                                    | Šíření pavědeckého kreacionismu, zejména mezi školní mládeží |
| 2016 | bronzový      | Erika Hájková                                    | Vysoce kvalifikovanou diskreditaci medicíny, jakož i jasnovidné šíření alternativ všeho druhu                                                                                                  |
| 2017 | diamantový    | Anna Strunecká                                   | Mimořádný celoživotní přínos pseudovědě |
| 2017 | zlatý         | Miloslav Šoch                                    | Bezcílný akademický výzkum na magii založené homeopatie a za její veřejnou propagaci |
| 2017 | stříbrný      | Hana Blochová alias Rosa de Sar Jaroslav Růžička | Rozvoj alternativní archeologie s přesahem do dalších vědních disciplín |
| 2017 | bronzový      | Petra Yamuna Wolf                                | Objevy ve vaginální a anální kartografii i v odposednutí a kleteb rušení |
| 2018 | zlatý         | Jan Šula alias Ian Sulla                         | Propagaci myšlenky, že by akademické tituly měly být dědičné, a za příspěvek k poznání významu zmrzliny pro laboratorní medicínu.                                                              |
| 2018 | stříbrný      | Michal „Shark“ Hašek                             | Revoluční propojení onkologie, psychologie, imunologie, spinologie a cest na Bali. |
| 2018 | bronzový      | Katarína „archanděl Uriel“ Kuňová                | Používání alternativních technik vyšetřování a trestání těžkých zločinů |
| 2019 | zlatý         | fyzik RNDr. Jan Rak, PhD.                        | Přínos v oblastech kvantového egocentrismu, alternativní anatomie, alternativní genetiky a alternativní fyziky.                                                                                |
| 2019 | stříbrný      | MUDr. Jan Vojáček, CFMP                          | Odvážnou redefinici epigenetiky a za téměř úspěšné znovuobjevování základního učiva normální a patologické fyziologie.                                                                         |
| 2019 | bronzový      | prof. Ing. Karel Bartušek, DrSc.                 | Zdařilou realizaci převodníku energie – siderické kyvadlo, jakož i za přidružené objevy v oblastech anatomie, patologie, mentální termodynamiky a kvantového kutilství.                        |
| 2020 | zlatý         | Karel Nejedlý                                    | Metodu RUŠ, její neúnavnou a letitou propagaci, jakož i za zneužívání odborných pojmů z oblasti psychologie a fyziky.                                                                          |
| 2020 | stříbrný      | Jan Válek                                        | Vedení a podporu kvalifikační práce, která má za cíl zavedení výukové látky plné diagnostických bludů.                                                                                         |
| 2020 | bronzový      | Daniela Drtinová                                 | Excelentní ukázku špatné novinářské práce ve vleku vlastních kognitivních zkreslení. |
| 2020 | zlatý koviďák | Jiří Beran                                       | Obohacení epidemiologie a medicíny založené na důkazech o nástroje založené na vnuknutí. |
| 2021 | zlatý         | Karel Janeček                                    | Důkaz, že „matematika“ a „matení“ možná přece jen mají společný slovní základ. |
| 2021 | stříbrný      | Radim Grebeníček                                 | Vytvoření zcela nového modelu uzdravování skrz myšlenkou indukovanou změnu genové exprese. |
| 2021 | bronzový      | Marie Macková                                    | Zrození pro jasnovidectví, docenturu v oboru Zdravotně sociální péče, absolvování Olomoucké školy astrologie, ověřování nových modelů sociální péče a šíření světla svým studentům a klientům. |
| 2022 | zlatý         | Daniela Kovářová                                 | Nenormální právní guláš uvařený nad doutnajícími ostatky rodinného práva. |
| 2022 | stříbrný      | Jindřich Rajchl                                  | Úspěšné přetavení strachu, zloby a dezinformace na zboží. |
| 2022 | bronzový      | Veronika Vendlová                                | Objev jemnohmotné struktury emocí a aplikaci tohoto objevu v politickém marketingu. |

## Kategorie družstva
| Rok  | Balvan        | Družstvo | Oficiálně uděleno za |
| ---- | ------------- | --- | --- |
| 1998 | zlatý         | Joint Line (Jiří Lang, Robert Troška) Český komitét pro vědecké řízení                                                               | Řízení společnosti na dálku pomocí speciálních „osobních stimulátorů“. |
| 1998 | stříbrný      | Institut für Resonanztherapie Cappenberg GmbH & Co. KG                                                                               | Duchovní revitalizaci lesů v České republice metodou dálkové rezonanční terapie. |
| 1998 | bronzový      | Časopis Regenerace | Úpornou osvětovou činnost v oblasti tzv. alternativních metod a jejich zavádění do praxe. |
| 1999 | zlatý         | Institut celostní medicíny MUDr. Josefa Jonáše                                                                                       | Rozvoj biorezonanční medicíny a zvláště za elektropolokontaktní určování léků. |
| 1999 | stříbrný      | TV Prima | Mimořádný přínos k mysteriozitě České republiky. |
| 1999 | bronzový      | AQUAPOL spol. s r.o | Propagaci a prodej vysušovacích zařízení budov na principu magnetokineze. |
| 2000 | zlatý         | Firma Embitron | Výrobu a prodej přístrojů pro EAV, „které jsou založeny na jiných než obvyklých fyzikálních či chemických základech, jež zatím není zvykem zveřejňovat…“                                                                        |
| 2000 | stříbrný      | Nedělník Blesk | Proslavení léčitele Vaňáka, jemuž díky mnoha nadějeplným článkům vehnal pod hadici „luxující zhoubné nádory“ stovky onkologických pacientů, z nichž mnohé stačil Vaňák zkasírovat jen pár týdnů před jejich neodvratným skonem. |
| 2000 | bronzový      | Internetová doména www.doktorka.cz                                                                                                   | Využití internetu při propagaci psychedelického pojetí medicíny a pseudověd. |
| 2001 | zlatý         | Týdeník Astro | Nabídku paranormálních služeb, předmětů a akcí nejen na svých stránkách ale i při ezoterických Astrovíkendech, kde si lze pořídit skrze čarovné předměty zdraví, štěstí a informace o budoucím osudu.                           |
| 2001 | stříbrný      | Univerzita Nové doby | Vzdělávání budoucích alchymistů, astrologů, hermetiků, psychologů krevních skupin, šamanů, vykladačů aury, karet, snů a dalších zasvěcenců.                                                                                     |
| 2001 | bronzový      | TV Nova, pořad Věštírna | Příkladné zvyšování sebevědomí. Věštírna ukazuje, že i zcela nevýrazný člověk je vlastně senzibilem či zázračníkem, protože ve Věštírně se jím snadno a rychle může před kamerami stát.                                         |
| 2002 | zlatý         | WM magazín pod vedením Jiřího Wojnara                                                                                                | Mimořádné úspěchy při zveřejňování a popularizaci všeho, co věda oficiálně odmítá. |
| 2002 | stříbrný      | Internetový magazín www.osud.cz | Šíření poplašných alternativních pravd (za důsledně pluralistické odhalování pravdy o tomto světě). |
| 2002 | bronzový      | Český rozhlas 1 – Radiožurnál | Nápaditou propagaci astrologie, kvantové homeopatie a numerologie v prestižních relacích a nejlepších vysílacích časech, jak se na veřejnoprávní medium sluší a patří.                                                          |
| 2003 | zlatý         | Deník MF DNES – příloha Zdraví a životní styl Deník Rovnost                                                                          | Nekritickou propagaci alternativní medicíny a za šíření neověřených zpráv a dezinformací. |
| 2003 | stříbrný      | Václav Kokštein, Ivan Prokop a Anatolij Iaguiiaev                                                                                    | První dva za pronájem pozemku a schválení stavby 15metrové plastové pyramidy v šumavském lese, třetí za realizaci této monstrózní, esoterické stavby.                                                                           |
| 2003 | bronzový      | Firma Phoenix | Prodej produktů na regulaci bioenergie a vydávání časopisu Phoenix. |
| 2004 | zlatý         | Firma AMIKUS s. r. o. | Zavedení a šíření kineziologické metody One Brain do diagnostiky a terapie stresů, výchovných problémů, nemocí a všemožných jiných obtíží české populace.                                                                       |
| 2004 | stříbrný      | Firma SAFFRON s. r. o. | Šíření unikátní technologie přeměny obyčejné vody v zázračnou Pí-vodu. |
| 2004 | bronzový      | Česká televize, pořad Sama doma | Soustavnou propagaci astrologie a veškeré jurodivosti. |
| 2005 | zlatý         | Česká tisková kancelář (ČTK) | Podporu propagace okultních nauk. |
| 2005 | stříbrný      | Nakladatelství Alman | Vydávání a šíření esoterické literatury. |
| 2005 | bronzový      | Tachyon Czech | Propagaci a prodej tachyonizovaných výrobků. |
| 2006 | zlatý         | Redakce časopisu Vesmír | Mimořádně zdařilou propagaci nevědeckého myšlení na stránkách tohoto prestižního přírodovědeckého časopisu. |
| 2006 | stříbrný      | WIGOPOL – Mauerentfeuchtung-Systeme                                                                                                  | Reklamu a prodej přístroje, který údajně vysušuje provlhlé zdivo. |
| 2006 | bronzový      | Společnost Noetis | Vývoj a aplikace dispoziční prognostiky a neokybernetiky, nových, dokonalejších metod jasnovidectví. |
| 2007 | diamantový    | Firma Antonín Baudyš, otec a syn | Zdařilou a neustávající dehonestaci astrologie nepovedenými předpověďmi. |
| 2007 | zlatý         | Ing. Július a Beáta Patakyovi | Glorifikaci léčitelství, zvláště reflexologie, a za očerňování moderní medicíny. |
| 2007 | stříbrný      | ENNEA ČR, o.p.s. | Šíření znalostí o enneagramu a posuzování osobnosti esoterikou. |
| 2007 | bronzový      | Karel Erben, Svaz pacientů a poslankyně Jiřina Fialová (KSČM)                                                                        | Prosazování neověřené metody léčby nádorů snížením hladiny homocysteinu. |
| 2008 | zlatý         | Rada České televize | Promyšlenou a vytrvalou obhajobu vysílání vzdělávacího cyklu České televize Detektor. |
| 2008 | stříbrný      | Společnosti MAKAM, sro. a Amaranta, sro. spojené pod značkou VodaEco                                                                 | Úspěšný prodej přístroje k revitalizaci vody podle Grander®Technologie. |
| 2008 | bronzový      | Maranatha, o. s. | Propagaci biblického kreacionismu vydávaného za vědu. |
| 2009 | zlatý         | Ministerstvo průmyslu a obchodu České republiky                                                                                      | Podporu a financování „Zařízení pro usnadnění detekce osob za překážkou“. |
| 2009 | stříbrný      | BIOMED CZ, s. r. o. a Roman Kubínek                                                                                                  | Průlomový přínos k rozvoji všeléčící biorezonanční terapie. |
| 2009 | bronzový      | Sympatie, s. r. o. | Vytrvalý boj s finanční krizí pomocí psychotroniky, magie a homeopatie. |
| 2010 | zlatý         | Akademické kvarteto Právnické fakulty Západočeské univerzity v Plzni (Jaroslav Zachariáš, Milan Kindl, Ivan Tomažič, Daniel Telecký) | Příkladné zviditelnění jména své fakulty doma i v zahraničí. |
| 2010 | stříbrný      | Firma ORGONITY.CZ | Výrobu a distribuci prostředků šířících pozitivní energii. |
| 2010 | bronzový      | Firma Green Way HHO | Zkonstruování a prodej přístroje prolamujícího zákon zachování energie. |
| 2011 | zlatý         | Společnost Quantum Medical Institute                                                                                                 | Provozování přístroje „Neinvazivní analyzátor krve AMP“. |
| 2011 | stříbrný      | Bioinstitut o.p.s. | Podpora iracionálních stránek tzv. „ekologického zemědělství“. |
| 2011 | bronzový      | Adam B. Bartoš a tým serveru Freeglobe.cz                                                                                            | Odhalování pravdy o spiknutích, zvláště pak demaskování systému HAARP. |
| 2012 | zlatý         | Česká televize | Propagaci a šíření pavědy na kanále ČT2. |
| 2012 | stříbrný      | Z-technology s.r.o. a Zapper Centrum ČR                                                                                              | Výrobu a komerci tzv. „zapperů“, důmyslně matoucích nejen zákazníky. |
| 2012 | bronzový      | firma Bc. Milan Popelka, výroba zařízení pro odstranění GPZ                                                                          | Vynalézání, výrobu i prodej spolehlivých rušiček geopatogenních zón. |
| 2013 | zlatý         | firma ZAT a.s. firma MDM Centrum s.r.o.                                                                                              | Originální humánní přínos pro společnost při prosazování šarlatánské metody do medicíny. |
| 2013 | stříbrný      | firma DAP Services, a.s. | Iracionální psychodiagnostika „Barvy života“. |
| 2013 | bronzový      | Protiproud – Kontrarevoluční magazín Petra Hájka                                                                                     | Vytrvalé odhalování všemožných spiknutí. |
| 2014 | zlatý         | Kateřina Konrádová a spol. | Propagace a užívání irisdiagnostiky k léčbě s občas nečekanými vedlejšími účinky. |
| 2014 | stříbrný      | Akademické duo Katedry politologie Fakulty mezinárodních vztahů Vysoké školy ekonomické v Praze (Vladimír Prorok a Aleš Lisa)        | Pionýrské prosazení exopolitiky jako vědecké disciplíny již ve druhé dekádě XXI. století. |
| 2014 | bronzový      | Ota Nepilý a spol. | Propagace oxidu chloričitého jakožto všeléku na všemožné neduhy, včetně rakoviny. |
| 2015 | zlatý         | Fakultní nemocnice v Hradci Králové                                                                                                  | Příkladnou péči o dílo Velikého Mao Ce-tunga v oblasti zdravotnictví. |
| 2015 | stříbrný      | Rada Českého rozhlasu v Praze | Odstrašující příklad zdůvodnění, proč Český rozhlas Dvojka vysílal pavědecké díly v seriálu „Kupředu do minulosti“. |
| 2015 | bronzový      | Rehabilitační oddělení Oblastní nemocnice Příbram                                                                                    | Poskytování alternativně nadstandardní zdravotní péče. |
| 2016 | zlatý         | Společnost Miroslav Skalický medicaHERBA Česká gynekologická a porodnická společnost ČLS JEP                                         | Za šíření a podporu svérázné metody detoxikace vagíny dle receptu tibetských mnichů |
| 2016 | stříbrný      | Konzultační a terapeutický institut AKTIP Praha                                                                                      | Posílení imaginární složky komplexní medicíny |
| 2016 | bronzový      | Homeopatická lékařská asociace | Usilovnou a všestrannou homeopatickou potenciaci medicínských znalostí |
| 2017 | diamantový    | Tým lobbistů prosazujících Tradiční čínskou medicínu do českého zdravotnictví                                                        | Za mimořádně úspěšné přezírání vědecké medicíny |
| 2017 | zlatý         | ROZALIO, z.s. | Příspěvek k alternativním technikám analýzy rizik, zejména pak rizik očkování |
| 2017 | stříbrný      | Hana Bláhová s kol. webu medicelo.cz                                                                                                 | Velmi matoucí přístup k parazitologii a návazným oblastem |
| 2017 | bronzový      | obhájci placaté Země V. Bača a D. Starosta                                                                                           | Chrabrý vzdor heliocentrickému spiknutí |
| 2018 | zlatý         | Tomio Okamura, Věra Adámková, Andrej Babiš a další hvězdy českého politického nebe                                                   | Blábolení a šíření pitomostí v oblasti zdravotnictví a vědy |
| 2018 | stříbrný      | Česká asociace veterinárních lékařů malých zvířat                                                                                    | Podporování odborné úrovně veterinárních lékařů v homeopatii jakožto alternativní metodě. |
| 2018 | bronzový      | Redakce časopisu Nová Regena | Pravidelnou dávku nepravd, pseudověd a mýtů |
| 2019 | zlatý         | Redakce Českého rozhlasu Plzeň | Šíření potenciálně nebezpečných dezinformací zejména z oblasti medicíny. |
| 2019 | stříbrný      | Ministerstvo zemědělství ČR a Česká psychoenergetická společnost                                                                     | Autorizaci povolání Proutkař. |
| 2019 | bronzový      | BENU Česká republika s.r.o. | Prodej předražených cukříků vydávaných za léky a to bez záruky alespoň placebo efektu. |
| 2020 | zlatý         | Somavedic‌ ‌Techologies‌ ‌s.r.o.‌ ‌v‌ ‌čele‌ ‌s‌ ‌Ivanem‌ ‌Rybjanským‌                                                                              | Vynález,‌ ‌výrobu‌ ‌a‌ ‌prodej‌ ‌lampiček‌ ‌provázených‌ ‌velkolepým‌ ‌šálením‌ ‌o‌ ‌jejich‌ ‌hygienických,‌ ‌léčebných‌ ‌a‌ ‌ochranných‌ ‌účincích‌ ‌tajemnou‌ ‌energií‌ ‌získávanou‌ ‌z‌ ‌drahých‌ ‌kamenů‌ ‌uložených‌ ‌údajně‌ ‌uvnitř.                                   |
| 2020 | stříbrný      | Doc. Ing. Robert Frischer, Ph.D., reprezentující Univerzitu Hradec Králové                                                           | Originální a výpočty téměř podpořené chápání procesů probíhajících v nanostrukturních materiálech. |
| 2020 | bronzový      | Redakce a spolupracovníci Jesenického týdeníku                                                                                       | To, že díky jejich práci budou obyvatelé Jesenicka v učebnicích historie stát po boku těch, kdo se báli bleskosvodu. |
| 2020 | zlatý koviďák | Bludná pěchota složená z GARDISTŮ (odborných elit) a KADETŮ (laických elit)                                                          | Výroky, které ovlivňovaly rozhodnutí řady lidí v otázkách řešení SARS-CoV-2 v České republice a zřejmě přispěly k nadúmrtím českých občanů v roce 2020 a 2021.                                                                  |
| 2021 | zlatý         | Zdravé fórum, z.s., a spol. | Obohacení Public Health o cherry picking, datovou magii a konspirační teorie vůbec. |
| 2021 | stříbrný      | Hnutí Pro život | Odborné poradenství a objevy v oblasti vojenství, posunutí ochrany nenarozeného dítěte až do okamžiku ejakulace, za předcházení epidemii neexistujícího syndromu a za propagaci alternativní chirurgie.                         |
| 2021 | bronzový      | Kolektiv autorů knihy Achillovy paty evoluce                                                                                         | Rozsáhlý multioborový příspěvek unikátní disciplíně negativní evoluční teorie. |
| 2022 | zlatý         | Institut transformační psychologie                                                                                                   | Podíl na rozšíření nabídky psychošmejdů, kteří to snad ani nemyslí zle. |
| 2022 | stříbrný      | Dokonalá láska, s. r. o. | Praktický důkaz toho, že Dokonalou Lásku lze vyjádřit i nevyjádřeným louhem či kadidlem. |
| 2022 | bronzový      | Deaktivátor K | Výroba a prodej přístroje k absorpci vln vyvěrajících z geopatogenních zón. |

## Ceny od roku 2024
V roce 2024, po pětadvaceti ročnících udílení anticen, upravil Český klub skeptiků Sisyfos pravidla udílení.
| Rok  | Kategorie                              | Nositel                                                                       | Oficiálně uděleno za |
| ---- | -------------------------------------- | ----------------------------------------------------------------------------- | --- |
| 2023 | kosmologie                             | Václav Vavryčuk                                                               | Neúnavné boření mylných představ ve fyzikální kosmologii, zejména za propagaci nových neotřelých pohledů na reliktní záření a speciální teorii relativity.                                                                         |
| 2023 | média                                  | Martina Kociánová a zbytek kolektivu Rádia Universum                          | Konzistentní a neúnavnou snahu provibrovat bezbranné posluchačstvo komnatou ozvěn hluboko do králičí nory doby předvědecké, v níž pravda a důkaz nikdy nezvítězí nad pseudovědou a konspirací.                                     |
| 2023 | žurnalistická etika                    | Angelika Bazalová                                                             | Šíření malinformací a misinformací pod nanorouškou objektivní služby veřejnosti. |
| 2023 | zdravotní policie a veřejné zdraví     | Tomáš Kašpar                                                                  | Kreativní propojování vědeckých poznatků s dezinformacemi, misinformacemi a ignorantstvím. |
| 2024 | biochemie a nauka o výživě             | MUDr. David Frej                                                              | Odhodlaný boj s bojem proti cholesterolu. |
| 2024 | kvantová psychologie                   | Kvantová cesta a Kvantová terapie (Pavel Vondrášek a Jiří Lexa) stejným dílem | Dezinterpretaci pojmů z kvantové a částicové fyziky, psychologie, psychoterapie, biologie i medicíny. |
| 2024 | literatura                             | Radim Passer                                                                  | Misijní činnost v oblasti pseudovědecké gramotnosti. |
| 2024 | technika a technologie                 | Markéta von Burg a její farma Lovětín                                         | Kreativní užívání oficiálních vědeckých termínů ve zcela nových smyslech i nesmyslech. |
| 2024 | sexuologie a genderová studia          | nadační fond Credo                                                            | Souhrn aktivit, především pak hrdinnému dovozu propagátorů konverzní terapie do České republiky, organizaci vysoce neodborných konferencí, a šíření zastaralých a potenciálně škodlivých pouček o sexualitě mezi rodiče a učitele. |
| 2024 | virologie, která je stejně pseudovědou | spolek Resetheus                                                              | Boj proti virologii. |
| 2024 | zlatý balvan                           | spolek AllatRa                                                                | Smíchání ezoteriky s geopolitikou a marketingem do jediné, těžko dělitelné tabletky. |